# TP500无人运输机
TP500无人运输机，是由中国航空工业集团有限公司第一飞机设计研究院研制的通用型大载重无人运输平台，也是首个完全按照中国民航适航要求研制的大型无人运输机。TP500无人运输机标准载重500公斤、无人驾驶航空货运覆盖半径达500千米，最大航程1800千米。TP500机身和机翼大部段采用碳纤维复合材料制造，相比传统铝合金材料，在提升飞机结构材料性能的同时，减轻了飞机整体结构约30%的重量。2022年06月18日，TP500实现首飞。2023年10月18日，TP500大型无人运输机量产总装开工仪在山东省烟台市黄渤海新区举行，表明TP500正式开始量产。同时根据媒体报道称TP500的后续机型TP1000、TP2000等也已经在研发中。